# ZIC2
ZIC2 (англ. Zic family member 2) – білок, який кодується однойменним геном, розташованим у людей на короткому плечі 13-ї хромосоми. Довжина поліпептидного ланцюга білка становить 532 амінокислот, а молекулярна маса — 55 006.
| 10         |  | 20         |  | 30         |  | 40         |  | 50         |
| ---------- |  | ---------- |  | ---------- |  | ---------- |  | ---------- |
| MLLDAGPQFP |  | AIGVGSFARH |  | HHHSAAAAAA |  | AAAEMQDREL |  | SLAAAQNGFV |
| DSAAAHMGAF |  | KLNPGAHELS |  | PGQSSAFTSQ |  | GPGAYPGSAA |  | AAAAAAALGP |
| HAAHVGSYSG |  | PPFNSTRDFL |  | FRSRGFGDSA |  | PGGGQHGLFG |  | PGAGGLHHAH |
| SDAQGHLLFP |  | GLPEQHGPHG |  | SQNVLNGQMR |  | LGLPGEVFGR |  | SEQYRQVASP |
| RTDPYSAAQL |  | HNQYGPMNMN |  | MGMNMAAAAA |  | HHHHHHHHHP |  | GAFFRYMRQQ |
| CIKQELICKW |  | IDPEQLSNPK |  | KSCNKTFSTM |  | HELVTHVSVE |  | HVGGPEQSNH |
| VCFWEECPRE |  | GKPFKAKYKL |  | VNHIRVHTGE |  | KPFPCPFPGC |  | GKVFARSENL |
| KIHKRTHTGE |  | KPFQCEFEGC |  | DRRFANSSDR |  | KKHMHVHTSD |  | KPYLCKMCDK |
| SYTHPSSLRK |  | HMKVHESSPQ |  | GSESSPAASS |  | GYESSTPPGL |  | VSPSAEPQSS |
| SNLSPAAAAA |  | AAAAAAAAAA |  | VSAVHRGGGS |  | GSGGAGGGSG |  | GGSGSGGGGG |
| GAGGGGGGSS |  | GGGSGTAGGH |  | SGLSSNFNEW |  | YV         |  |            |

A: Аланін

C: Цистеїн

D: Аспарагінова кислота

E: Глутамінова кислота

F: Фенілаланін

G: Гліцин

H: Гістидин

I: Ізолейцин

K: Лізин

L: Лейцин

M: Метіонін

N: Аспарагін

P: Пролін

Q: Глутамін

R: Аргінін

S: Серин

T: Треонін

V: Валін

W: Триптофан

Кодований геном білок за функціями належить до репресорів, активаторів, білків розвитку, фосфопротеїнів. 
Задіяний у таких біологічних процесах, як транскрипція, регуляція транскрипції, диференціація клітин, нейрогенез. 
Білок має сайт для зв'язування з іонами металів, іоном цинку, ДНК. 
Локалізований у цитоплазмі, ядрі.